# Општина Оинаку (Ђурђу)
Оинаку (рум. Oinacu) општина је у Румунији у округу Ђурђу.
Oпштина се налази на надморској висини од 17 m.